# Kostel svatého Václava (Opava)
Kostel svatého Václava je bývalý dominikánský kostel v Opavě. Vznikl na místě starší sakrální stavby v souvislosti se založením dominikánského kláštera v Opavě opavským knížetem Mikulášem I. Jeho výstavba probíhala ve dvou etapách více než 40 let a dokončený kostel vysvětil v roce 1336 olomoucký biskup Jan VII. Volek. Zasvěcení kostela svatému Václavu bylo zvoleno na přání zakladatele pro zdůraznění příslušnosti opavských knížat k rodu Přemyslovců. V současnosti je v majetku města Opavy a je využíván k pořádání společenských, kulturních a osvětových akcí jako jsou koncerty, výstavy, umělecké performance, společenská setkání, shromáždění a svatební obřady. Společně s dominikánským klášterem je chráněn jako kulturní památka České republiky pod rejstříkovým číslem 34629/8-1307.

## Historie

### Výstavba kostela
Vznik kostela je spojen se založením dominikánského kláštera v Opavě, který založil 1. září 1291 opavský kníže Mikuláš I. Opavský v severní části města nedaleko městských hradeb. Podle archeologického průzkumu kostel vznikl na místě postiženém kolem poloviny 13. století požárem. Kostelu pravděpodobně předcházela nevelká sakrální stavba jejíž část byla zahrnuta do novostavby kostelní kaple sv. Dominika. Výstavba kostela probíhala pravděpodobně ve dvou etapách. V první etapě (asi 1291–1305) byl vystavěn chór, sakristie a kaple svatého Dominika. Druhá etapa výstavby pak probíhala po roce 1318, kdy na aktivity svého otce navázal nový opavský kníže Mikuláš II. Dokončený kostel vysvětil 1. listopadu 1336 olomoucký biskup Jan VII. Volek. Zasvěcení kostela svatému Václavu bylo zvoleno na přání zakladatele pro zdůraznění příslušnosti opavských knížat k rodu Přemyslovců. Kostel byl postaven jako orientovaná trojlodní bazilika z lomového kamene. Kostelu chyběla věž, tak jak to bývalo u staveb žebravých řádů obvyklé. Po dokončení se stal druhým největším kostelem středověké Opavy hned po farním kostele Panny Marie. Těsně před dokončením kostela byla kostelní kaple svatého Dominika vyzdobena freskami, jejichž autorem byl blíže neznámý malíř Mikuláš.
Velký požár Opavy v roce 1461 poškodil především krovy kostela. Obvodové zdivo a klenby kostela stejně jako sakristie nebyly výrazněji poškozeny. Po požáru získal kostel nový pozdněgotický krov krytý břidlicí. V roce 1490 však kostel znovu vyhořel. Při opravě probíhající v letech 1491–1503 byla vybudována v kostele nová klenba a vznikl zde hrobky významných šlechtických rodů (Šípů z Bránice) nebo osobností (Jan Trnka z Ratibořan s manželkou). Také v dosud nezastavěném prostoru mezi severovýchodním rohem kostela a klášterem byla postavena kaple sv. Kříže (později nazývaná Moravská kaple).

### Reformace a protireformace
V roce 1585 a znovu v roce 1594 byl klášter s kostelem vydrancován rozvášněným davem opavských protestantů. Na konci 16. století nechal tehdejší převor kláštera Felix z Vilna vymalovat kostel, opravit část krovů a střech a nechal také zhotovit nový ze dřeva vyřezaný hlavní oltář. Před rokem 1599 vznikla v kostele nová kaple s rodovou hrobkou Mošovských z Moravičína. Kaple vznikla vydělením z původní gotické kaple svatého Dominika. Její prostor byl překlenut renesanční valenou klenbou, omítnut a vydlážděn. Na počátku 17. století věnoval opavský měšťan Matěj Žurek finanční obnos a stavební materiál ke stavbě věže kostela svatého Václava, jejíž stavba byla pravděpodobně realizována ten samý rok, kdy kostel dar přijal. Dokládá to zpráva, ve které se píše o přepadení kostela luterány v roce 1609 a také o tom, že luteráni „odřezali provazy od zvonů kostela svatého Václava“. Tyto zvony musely být umístěny právě na této nově postavené věži. Podle veduty Opavy z doby kolem roku 1700 se jednalo o hranolovou dvoupatrovou věž s renesančním cimbuřím, která stála asi 10 metrů od severozápadního nároží kostela. Když v roce 1621 obsadila Opavu vojska Jana Jiřího Krnovského, byl kostel svatého Václava přeměněn na konírnu.
Při velkém požáru města v roce 1689 zůstal kostel (podobně jako kostel sv. Jiří) ušetřen. Na tzv. Požárním obraze Opavy z konce 17. století je znázorněn kostel sv. Václava s přilehlým dominikánským klášterem ještě ve své gotické podobě, minimálně dotčený následnou renesancí a barokem. Kostel je zde znázorněn s úzkými vysokými okny a mohutnými opěráky, a také s vysokou sedlovou střechou s cibulovitě zakončeným sanktusníkem. Před západním průčelím kostela se nachází kamennou zdí ohraničený hřbitov, v jehož jihozápadní části vidíme loretánskou kapli se stanovou střechou. Severozápadně od kostela je umístěna vysoká hranolová věž zvonice s vysokým oknem. Na počest vítězství císařské armády nad Turky v bitvě u Slankamenu se v kostele konaly slavnostní bohoslužby. Na počátku roku 1692 se opavský rychtář a příznivec kláštera Jindřich Baltazar Kurtz zavázal zbudovat na dominikánském hřbitově u kostela loretánskou kapli ke cti Panny Marie. V kapli měla vzniknout rodinná kurtzovská krypta.
| „                               | Mimo kostel, u jeho velké vstupní brány (západní), stojí loretánská kaple, ve které se každou středu slouží zpívané mše a ve čtyři hodiny odpoledne se modlí a zpívá loretánská litanie. | “ |
| — Klášterní kronika z roku 1742 | |   |

### Období baroka
Špatný stavební stav kostela vedl převora Petra Dirpauera, že přizval k jeho prohlídce opavské stavitele a zednické místry. Pravděpodobně na základě jejich doporučení byly v roce 1712 zahájeny opravy kostela.
Střecha byla pokryta novou šindelovou krytinou opavským tesařem Jiřím Glomnerem. Šindelová krytina byla položena s o polovinu větší hustotou než doposud. Dřívější řidší kladení šindele totiž asi vedlo k zatékání vody do kostela a poškození klenby. Stavební práce, které spočívaly především v opravě gotické klenby v celém kostele a nahrazení úzkých gotických oken v presbytáři širšími barokními realizoval opavský zednický mistr Šimon Cedulka. Následně byl interiér kostela novými oltáři. V severní boční lodi byl roku 1714 postaven oltář sv. Tomáše Akvinského a v jižní boční lodi v roce 1717 oltář Sedmibolestné Panny Marie.
Po nástupu nového převora Tomáše Pompa v roce 1732 přistoupili dominikáni k další přestavbě kostela. Staré klenby byly nahrazeny novými a v letech 1733–1734 je vyzdobil výjevy ze života svatého Václava a dominikánských světců vratislavský malíř Ignác Depée. Na výzdobě s ním spolupracovali Michal Schwegele a tovaryš Kašpar František Sambach. Výmalbou změny v interiéru kostela neskončily. Už v závěru roku 1733 uzavřel převor Pomp smlouvu s opavským sochařem Janem Jiřím Lehnerem na zhotovení nové kazatelny a dvou bočních oltářů sv. Anny a sv. Barbory. Už na začátku příštího roku obdržel Lehner další zakázku na zhotovení nového hlavního oltáře sv. Václava a bočního oltáře Přátelství Krista. Převorova spokojenost s Lehnerovou prací vedla k tomu, že ten v kostele pracoval až do roku 1737 a postupně zde zhotovil i dalších devět oltářů: Úzkost Krista na hoře olivetské, Bolestné matky Boží, sv. Valentina, sv. Vincence, sv. Trojice, Tajného utrpení Krista, sv. Hedviky, sv. Kateřiny Sienské a sv. Floriána. V letech 1733–1734 byl kostel vydlážděn kameníkem Františkem Hanelem z Holešova u Těšína. V roce 1736 se přestavby dočkaly i varhany, které přebudoval opavský varhanář Václav Thiel.
V důsledku velkoryse pojaté barokizace kostela upadl dominikánský klášter do dluhů, které nevyřešil ani odprodej klášterního stříbra v roce 1739. V roce 1756 bylo zadlužení kláštera vyčísleno na 23 155 zlatých. Situaci dále zhoršil velký požár města 25. srpna 1758 při kterém byly zničeny střechy na kostele a oheň také značně poškodil hlavní oltář i tři boční oltáře. V roce 1760 byl zrušen hřbitov před kostelem a v kostele bylo zakázáno pochovávat zemřelé pokud sami nebyli členy dominikánského řádu. Požárem poškozené fresky na klenbách kostela restauroval v roce 1765 Josef Matyáš Lassler. Protože fresky v jižní lodi byly asi značně poničeny, byla zde malba z klenby seškrabána a nahrazena jednoduchými kartušemi s výjevy ze života svatého Dominika. Snad v téže době byly vymalovány i dvě pole barokní klenby v kostelní kapli svatého Dominika, a také christologické scény z takzvané Moravské kaple. Obnova kostela po požáru byla dokončena v roce 1765. V letech 1771–1774 byly do kostela pořízeny nové varhany od Fridricha Viléma Schäfflera z Břehu za 1150 zlatých. Stavba nových varhan ale vedla jen k dalšímu zadlužení kláštera.

### Zrušení kostela
V rámci josefínských reforem původně nebylo uvažováno se zrušením kláštera, protože se uvažovalo s využitím řádových kněží v duchovní správě východního Opavska pro jejich dobrou znalost němčiny, češtiny i polštiny. Pro stále trvající zadlužení však převor Siegel spolu s podpřevorem Müllerem požádali v březnu 1786 moravskoslezské gubernium v Brně o zrušení kláštera a vyrovnání dluhů z následné dražby. Dekret o zrušení kláštera byl vydán 17. června 1786 a o dva měsíce byl sepsán inventář kostela, který zaznamenal například 19 bohatě zdobených oltářů. Poslední mše se v kostele sloužila 20. října 1786 a po jejím skončení převzal kostel správce Schreiber. Dražba inventáře vynesla pouhých 617 zlatých, a proto byl zbývající inventář předán Náboženskému fondu. Dne 20. února 1788 předalo gubernium kostel s klášterem k využití vojsku. Nejdříve sloužil kostel jako vojenské skladiště a v roce 1794 se do něj nastěhoval pluk husarů. V roce 1802 získala kostel za 800 zlatých vojenská správa.
Vojenská správa v roce 1824 přistoupila k opravě kostela. Zároveň při probíhající rekonstrukci odstranila množství stavebních detailů, které se jí jevily zbytečné nebo překážely provozu skladiště. Byl zbořen ozdobný barokní štít nad průčelím kostela, některé portály byly zazděny, jiné pak nově prolomeny nebo zvětšeny. Byly zasypány všechny hrobky a krypty a také zlikvidovány všechny náhrobky s výjimkou náhrobku manželů Dorschových. Náhrobky byly použity k různým účelům, některé byly zazděny do zdiva různých staveb, náhrobek Václava Leopolda Šípa z Bránice byl použit jako poklop na kanál. V letech 1823–1824 byla zbourána před kostelem stojící kostelní věž i v sousedství stojící loretánská kaple. V průběhu 50. let 19. století byla střecha kostela nově pokryta břidlicí. V druhé polovině 19. století také došlo ke zboření polygonálního závěru presbytáře kostela, který byl nahrazen zdí s novými okny, které lépe odpovídaly přepatrovanému chrámovému prostoru.

### Poválečné období
Při bojích v dubnu 1945 kostel vyhořel. Těžce poškozený kostel opustila vojenská správa v roce 1949 a Jednota pro obnovu kostela svatého Václava se snažila, aby byl kostel navrácen svému původnímu účelu. Tyto snahy ukončila likvidace Jednoty v roce 1952. Kostel pak sloužil jako skladovací prostory obchodního domu. Žádost Městského národního výboru v Opavě o rekonstrukci kostela a o jeho následné kulturní využití byla Krajským národním výborem v Ostravě zamítnuta. Zamítnuta byla i žádost Okresního národního výboru v Opavě o zrušení památkové ochrany zchátralého kostela s klášterem v roce 1964. Naopak Ministerstvo školství a kultury vyzvalo k architektonickému zabezpečení celého areálu což se realizovalo v přípravě rekonstrukce kláštera pro potřeby domu umění. V tomto záměru měl kostel sloužit jako výstavní síň nebo koncertní sál.
V rámci přípravy na opravu klášterního komplexu s kostelem začal v kostele v roce 1967 archeologický průzkum vedený Vlastou Šikulovou. První etapa průzkumu skončilo v roce 1982, druhá probíhala v letech 1986–1987. V letech 1975–1986 probíhalo s přestávkami v kostele konzervování nástropních maleb, při kterém byla zajištěna malba ve středu kleneb. Práce provedli Karel Stretti, Petr Kuthan a Vladimír Doležal.

### Novodobá historie
V letech 2005–2006 proběhla restaurátorská konzervace interiéru kostela svatého Václava podle projektu architektů Mikoláše Hulce a Daniela Špičky. Práce respektovaly všechny dosavadní vrstvy výmaleb a omítek s výjimkou nevhodných zásahů v průběhu statického zajištění kostela v 70. letech 20. století. Restaurátorské práce provedla restaurátorka Josefína Pekárková. Na klenbách se v fragmentech dochovala barokní fresková výzdoba.
Všechny práce na rekonstrukci byly dokončeny na začátku října 2006 a opravený kostel tak mohl být 8. října 2006 slavnostně otevřen. Po znovuotevření v kostele probíhají hudební koncerty a divadelní představení, konají se zde výtvarné akce a výstavy. Kostel se stal oblíbeným místem pro konání svateb. Dne 6. září 2014 byl v rámci slavnostního zahájení Dnů evropského dědictví v prostorách kostela odhalen obraz Zavraždění svatého Václava. Obraz namaloval v roce 1844 vídeňský malíř Anton Petter a byl původně určen pro olomouckou katedrálu. Nebyl v ní však z rozhodnutí olomouckého arcibiskupa Maxmiliána Somerau-Beckha nikdy umístěn. Teprve v roce 2011 byl znovuobjeven na půdě kroměřížského zámku a došlo k dohodě o jeho dlouhodobém zapůjčení do kostela sv. Václava v Opavě.